# International Wine and Spirit Competition

Logo della competizione

L'International Wine and Spirit Competition è una competizione enologica internazionale creata nel 1969 dall'enologo Anton Massel.
L'evento, che ha lo scopo di premiare i migliori vini e distillati del mondo, riceve ogni anno iscrizioni da oltre 90 paesi. I premi assegnati sono considerati tra i maggiori riconoscimenti internazionali in ambito vinicolo. L'evento si svolge ogni anno a Londra nel mese di novembre.

## Processo di valutazione
Il processo di valutazione dei prodotti consiste in una degustazione alla cieca, dove il degustatore non ha visto né l'etichetta né la bottiglia del prodotto. La degustazione avviene in locali appositamente attrezzati, come cantine a temperatura controllata e sale di degustazione. La valutazione avviene in un periodo di circa sei mesi, poiché vengono analizzate oltre 1500 categorie di prodotti, suddivisi per provenienza, varietà, annata e caratteristiche. I prodotti possono ottenere premi di valenza nazionale o internazionale. 
La competizione si avvale dell'operato di oltre 250 giudici specializzati provenienti da tutto il mondo, tra cui produttori di vino, enologi, distillatori e altre figure commerciali. Tutti i giudici frequentano un corso di formazione specifico prima di partecipare all'evento.
La competizione termina nel mese di novembre di ogni anno, con la premiazione presso il Guildhall nella Città di Londra.